# Quận Putnam, Illinois
Quận Putnam là một quận thuộc tiểu bang Illinois, Hoa Kỳ.
Quận này được đặt tên theo. Theo điều tra dân số của Cục điều tra dân số Hoa Kỳ năm 2000, quận có dân số người. Quận lỵ đóng ở.

## Địa lý
Theo Cục điều tra dân số Hoa Kỳ, quận có diện tích 445 km2, trong đó có 31 km2 là diện tích mặt nước.

## Thông tin nhân khẩu
Theo điều tra dân số 2 năm 2000, quận này đã có dân số 6.086 người, 2.415 hộ gia đình, và 1.748 gia đình sống trong quận hạt. Mật độ dân số là 38 người trên một dặm vuông (15/km ²). Có 2.888 đơn vị nhà ở với mật độ trung bình là 18 trên một dặm vuông (7/km ²). Thành phần chủng tộc của cư dân sinh sống trong quận gồm 97,62% người da trắng, 0,62% da đen hay Mỹ gốc Phi, 0,35% người Mỹ bản xứ, 0,26% ở châu Á, 0,62% từ các chủng tộc khác, và 0,53% từ hai hoặc nhiều chủng tộc. 2,81% dân số là người Hispanic hay Latino thuộc một chủng tộc nào. 26,9% là người gốc Đức, Ý 20,0%, Ailen 8,1%, 7,1% và 5,5% người Ba Lan gốc Thụy Điển theo điều tra dân số năm 2000. Có 2.415 hộ, trong đó 30,50% có trẻ em dưới 18 tuổi sống chung với họ, 62,10% là đôi vợ chồng sống với nhau, 7,00% có một chủ hộ nữ và không có chồng, và 27,60% là không lập gia đình. 24,60% hộ gia đình đã được tạo ra từ các cá nhân và 12,30% có người sống một mình65 tuổi hoặc cao hơn. Cỡ hộ trung bình là 2,52 và cỡ gia đình trung bình là 2,99. Trong dân số quận đã được trải ra với 25,10% dưới độ tuổi 18, 7,00% 18-24, 26,70% 25-44, 25,30% từ 45 đến 64, và 15,90% từ 65 tuổi trở lên người. Độ tuổi trung bình là 40 năm. Đối với mỗi 100 nữ có 97,70 nam giới. Đối với mỗi 100 nữ 18 tuổi trở lên, đã có 96,20 nam giới.
Thu nhập trung bình cho một hộ gia đình trong quận đạt mức USD 45.492, và thu nhập trung bình cho một gia đình là USD 50.708. Phái nam có thu nhập trung bình USD 40.938 so với 21.706 USD đối với phái nữ. Thu nhập bình quân đầu người là 19.792 USD. Có 4,20% gia đình và 5,50% dân số sống dưới mức nghèo khổ, trong đó có 8,80% những người dưới 18 tuổi và 3,10% của những người 65 tuổi hoặc cao hơn.